# Brackettville, Texas
Brackettville là một thành phố thuộc quận Kinney, tiểu bang Texas, Hoa Kỳ. Năm 2010, dân số của xã này là 1688 người.

## Dân số
- Dân số năm 2000: 1876 người.
- Dân số năm 2010: 1688 người.